# Julian Assange
Julian Paul Assange (/əˈsɑːnʒ/; nascido Julian Paul Hawkins; 3 de julho de 1971) é um ativista australiano, programador de computador, jornalista e fundador do site WikiLeaks. Atualmente, encontra-se em liberdade depois de ter assinado um acordo com o Departamento de Justiça dos Estados Unidos. Assange foi preso em 11 de abril de 2019 e passou 1901 dias custodiado, sob a acusação de ter violado as condições estabelecidas na sua fiança em 2010. Antes, ele estava refugiado na embaixada do Equador em Londres, vivendo lá como refugiado de 2012 até seu encarceramento, em 2019.
Assange era ativo na mais importante lista de e-mails do movimento criptoanarquista. Ele fundou o site WikiLeaks em 2006 e ganhou atenção internacional em 2010 quando o site publicou uma série de documentos sigilosos do governo dos Estados Unidos que haviam sido vazados por Chelsea Manning (na época chamada Bradley Manning). Entre os vazamentos estavam dados sobre o ataque aéreo a Bagdá em 12 de julho de 2007, os registros de guerra do Afeganistão e do Iraque e o CableGate (novembro de 2010). Após os vazamentos de 2010, autoridades dos Estados Unidos começaram uma investigação criminal sobre o WikiLeaks e pediu apoio a nações aliadas pelo mundo.
Em novembro de 2010, a Suécia emitiu um mandado de prisão internacional contra Assange. Ele havia sido interrogado, três meses antes, sob suspeita de agressão e estupro contra uma mulher no país, sendo essa acusação posteriormente arquivada pela justiça sueca. Assange negou as acusações e afirmou que, caso ele fosse preso em território sueco, ele seria extraditado para os Estados Unidos por ter publicado os documentos do governo americano. Assange se entregou para a polícia do Reino Unido em dezembro de 2010, mas foi libertado dez dias depois após pagamento de fiança. Não tendo sido bem-sucedido na contestação do processo de extradição, ele violou os termos da sua fiança em junho de 2012 e fugiu. Foi concedido a ele asilo político na embaixada do Equador em Londres, em agosto de 2012, e lá permaneceu até abril de 2019. Entre 2017 e 2019, Assange deteve cidadania equatoriana. Por fim, as autoridades suecas encerraram a investigação no caso de estupro e revogaram seu pedido de prisão europeu ainda em 2017. A polícia de Londres, contudo, afirmou que caso Assange deixasse a embaixada, seria preso imediatamente. Em janeiro de 2021, a justiça britânica negou, alegando risco de suicídio nas prisões norte-americanas, um pedido de extradição feito pelos Estados Unidos, que querem julgá-lo por revelar dados secretos e colocar a vida de pessoas em risco no processo.
Durante as primárias do Partido Democrata para a eleição presidencial nos Estados Unidos em 2016, o WikiLeaks revelou diversos e-mails da candidata Hillary Clinton do seu servidor privado na época que ela era Secretária de Estado. Os Democratas, junto com analistas e especialistas em cibersegurança, afirmaram que órgãos de inteligência da Rússia haviam hackeado os emails de Hillary e então entregaram estas informações para o WikiLeaks; Assange consistentemente negou qualquer associação ou colaboração com o governo russo.
Em 27 de julho de 2018, o presidente equatoriano, Lenín Moreno, afirmou que havia iniciado conversas com autoridades britânicas para remover o direito de asilo de Assange. Isso se concretizou em 11 de abril de 2019 e então a polícia de Londres, com a serventia do governo equatoriano, entrou na embaixada do Equador e prendeu Julian Assange. Sua prisão dividiu opiniões pelo mundo, com muitos exortando o acontecimento devido as supostas conexões de Assange com o governo russo para conspirar contra nações ocidentais, enquanto outros afirmam que a prisão dele viola o direito internacional e seria um atentado contra a liberdade de informação.

## Primeiros anos

### Família e infância
Nasceu em Townsville, e passou grande parte de sua juventude vivendo em Magnetic Island.
Seus pais trabalhavam numa companhia de teatro itinerante. Em 1979, sua mãe, Christine, casou; seu marido era músico e fazia parte do grupo New Age conduzido por Anne Hamilton-Byrne. O casal teve um filho, mas se separou em 1982 e travou uma disputa pela custódia do meio irmão de Assange. Sua mãe, então, levou os dois filhos para esconderijos pelos cinco anos seguintes. Assange mudou várias vezes de lugar durante sua infância, frequentando várias escolas diferentes, às vezes estudando em casa, e depois frequentando diversas universidades da Austrália.

### Hacker

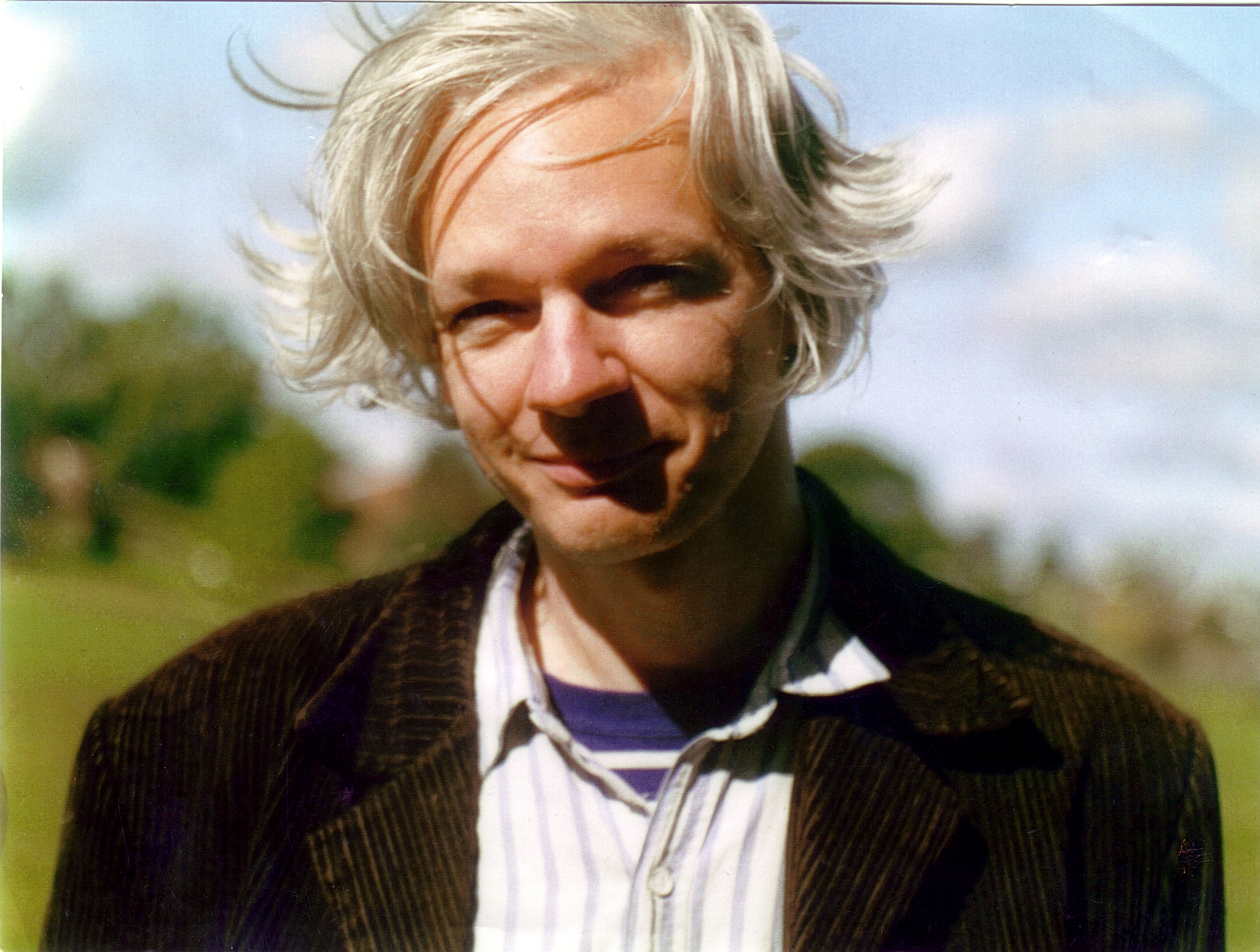
Assange em 2006

Em 1987, após completar 16 anos, Assange começou a "hackear" sob o nome "Mendax" (derivado de uma frase em latim, atribuída a Horácio: splendide mendax, que significa "esplêndido mentiroso"). Ele e mais dois outros hackers se uniram para formar um grupo chamado International Subversives ("Subversivos Internacionais"). Assange relembra as regras da subcultura: "Não danificar os sistemas de computador que você acessar (incluindo cometer falhas neles); não alterar as informações contidas nesses sistemas (exceto para alterar registros a fim de cobrir seus traços de acesso), e compartilhar informações."
Em 1991 a Polícia Federal Australiana invadiu sua casa em Melbourne, e ele foi acusado de ter acessado os computadores de uma universidade australiana, da Nortel canadense e de outras organizações, via modem. Em 1992, ele se declarou culpado de 24 acusações de hacking e foi libertado sob fiança por bom comportamento, depois de ser multado em AU$ 2 100.

Em uma entrevista à Forbes, Assange comentou: 
"É um pouco chato, na verdade. Porque eu escrevi um livro sobre isso [ser hacker], existem documentários sobre isso, as pessoas falam muito sobre isso. Elas podem cortar e colar. Mas isso foi há 20 anos. É muito irritante ver artigos modernos me chamando de hacker de computador. Eu não me envergonho disso, estou muito orgulhoso disso. Mas eu entendo a razão pela qual sugerem que eu sou um hacker de computador agora. Há uma razão muito específica."
No final de 2012, o fundador do site WikiLeaks, ainda, refugiado na embaixada do Equador em Londres, anunciou que em março de 2013, publicaria um livro intitulado "Manual da Rebelião: como somos vigiados pela Internet". O livro, do qual são coautores Jacob Appelbaum, Andy Müller-Maguhn e Jérémie Zimmermann, acabou ficando pronto mais cedo e ganhou um outro título: Cypherpunks: Freedom and the Future of the Internet (no Brasil, Cypherpunks - Liberdade e o futuro da Internet, Boitempo Editorial). Nele são discutidas questões como a possível transformação da Internet em mero instrumento de controle, a serviço do poder político e econômico. "A Internet, nossa maior ferramenta de emancipação, está sendo transformada no mais perigoso facilitador de totalitarismo que já vimos," diz o texto. Assange prevê uma futura onda de repressão na esfera on-line que pode transformar a internet em uma ameaça aos direitos fundamentais da pessoa. O cerco ao WikiLeaks e a ativistas da Internet, as tentativas de introduzir uma legislação contra o compartilhamento de arquivos, como o Sopa e o Acta indicariam essa tendência a permitir que
"governos e grandes empresas descubram cada vez mais sobre os usuários da Internet e escondam as próprias atividades, sem precisar prestar contas de seus atos". Segundo ele, "hoje, o Google sabe mais sobre você que sua mãe. Esse é o maior roubo da história".

### Custódia do filho
Em 1989 Assange passou a viver com sua namorada, com quem teve um filho, Daniel Assange. Mas, após a invasão da casa pela polícia, em 1991, ela partiu, levando consigo o filho do casal. Todo o processo levou Assange e sua mãe a fundarem o Parent Inquiry into Child Protection ("Investigação Parental para Proteção à Criança"), um grupo ativista centrado na criação de um "banco de dados central" para informações sobre processos de custódia de crianças na Austrália - informações que, de outra forma, seriam inacessíveis.

## WikiLeaks

### Publicações iniciais

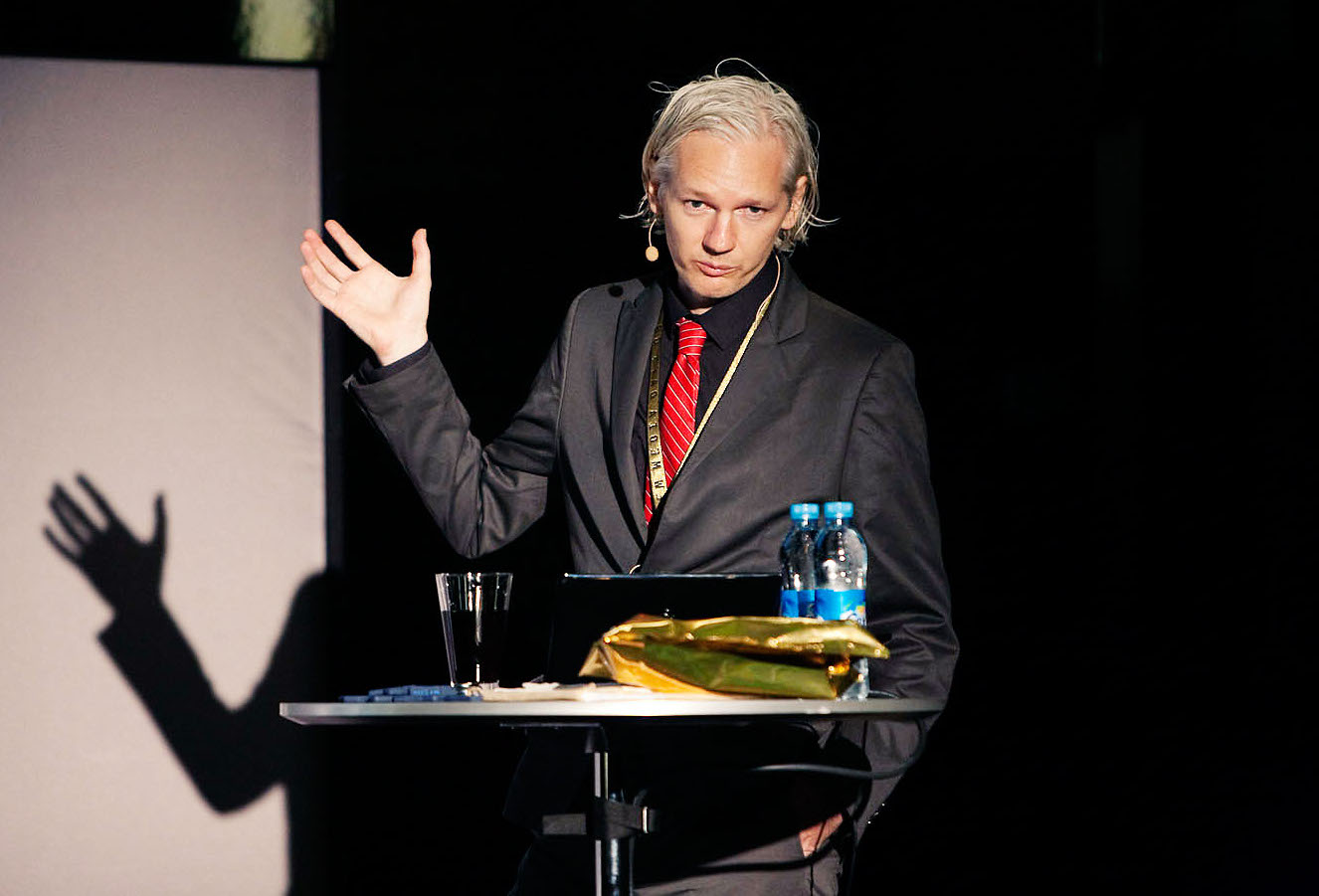
Assange no “New Media Days 09” em Copenhague, novembro de 2009

Assange e um grupo de outros dissidentes, matemáticos e ativistas fundaram o WikiLeaks em 2006.(145–148) Assange tornou-se membro de seu conselho consultivo. De 2007 a 2010, Assange viajou continuamente a negócios do WikiLeaks, visitando África, Ásia, Europa e América do Norte.
Em dezembro de 2006, mês em que o WikiLeaks publicou seu primeiro vazamento, Assange publicou um ensaio de cinco páginas que delineava o “experimento mental” por trás da estratégia do WikiLeaks: usar vazamentos para forçar organizações a reduzir níveis de abuso e desonestidade ou pagar uma “taxa de sigilo” por permanecerem secretas porém ineficientes. Assange explicou:

Quanto mais sigilosa ou injusta uma organização for, mais os vazamentos induzem medo e paranoias na liderança e no círculo de planejamento. Isso resulta na minimização dos mecanismos eficientes de comunicação interna (um aumento do “custo cognitivo do sigilo”) e, consequentemente, no declínio cognitivo em todo o sistema, reduzindo a capacidade de manter o poder conforme o ambiente exige adaptação.

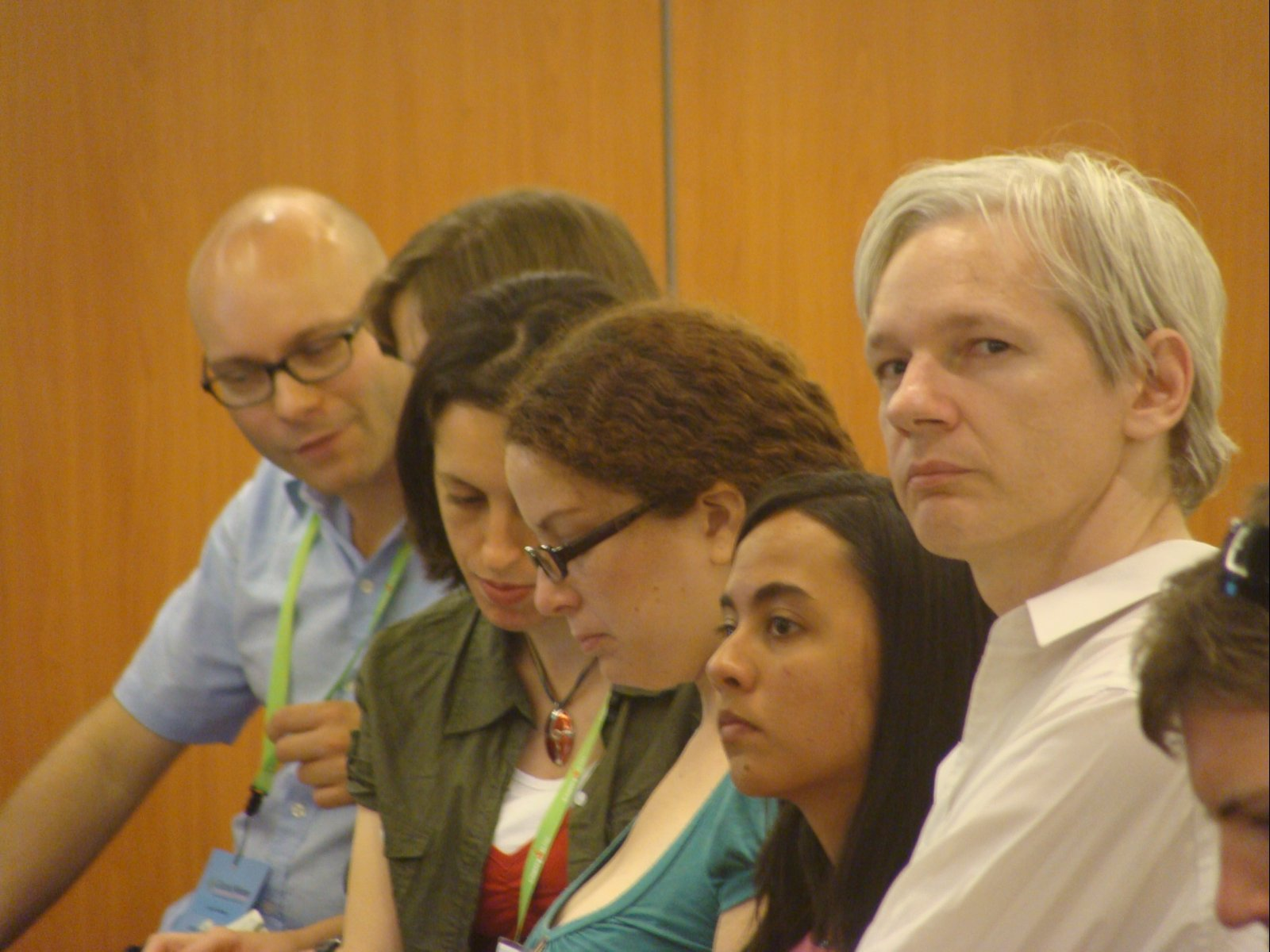
Assange na Hungria. Cúpula Global Voices 2008

Assange encontrou apoiadores-chave na conferência do Chaos Computer Club em Berlim, em dezembro de 2007, incluindo Daniel Domscheit-Berg e Jacob Appelbaum e a empresa de hospedagem sueca PRQ.(p134)
Durante esse período, Assange foi editor-chefe do WikiLeaks e um dos quatro membros permanentes da equipe. A organização contou com um grupo maior de voluntários, e Assange se apoiou em redes de especialistas.(p97) A organização publicou listas de censura na internet, vazamentos e documentos classificados de fontes anônimas. As publicações incluem revelações sobre ataques de drones no Iêmen, corrupção em todo o Mundo Árabe, execuções extrajudiciais pela polícia queniana, distúrbios tibetanos de 2008 na China, e o escândalo petrolífero “Petrogate” de 2008 no Peru. Desde seu início, o site causou grande impacto nas notícias políticas em diversos países e temas.
Desde o início, o WikiLeaks buscou engajar a mídia profissional estabelecida. Mantinha boas relações com parte da imprensa alemã e britânica. Uma colaboração com o jornalista Jon Swain para um relatório sobre assassinatos políticos no Quênia levou a um maior reconhecimento público das publicações do WikiLeaks, e essa parceria valeu a Assange o Prêmio de Nova Mídia da Anistia Internacional de 2009.(p99) Assange afirmou que seis homens armados tentaram atacar o local onde ele dormia no Quênia após a publicação do relatório, mas fugiram quando um guarda gritou.
O vazamento do Quênia tornou a corrupção um grande tema na eleição seguinte, marcada pela violência. Segundo Assange, “1 300 pessoas foram eventualmente mortas e 350 000 deslocadas. Isso foi resultado do nosso vazamento. Por outro lado, o povo queniano tinha direito a essa informação e 40 000 crianças por ano morrem de malária no Quênia. E muitas mais morrem pelo dinheiro que sai do Quênia, e como resultado pelo enfraquecimento do xelim queniano”. Reportagens discutiram o dilema moral de expor a corrupção queniana.

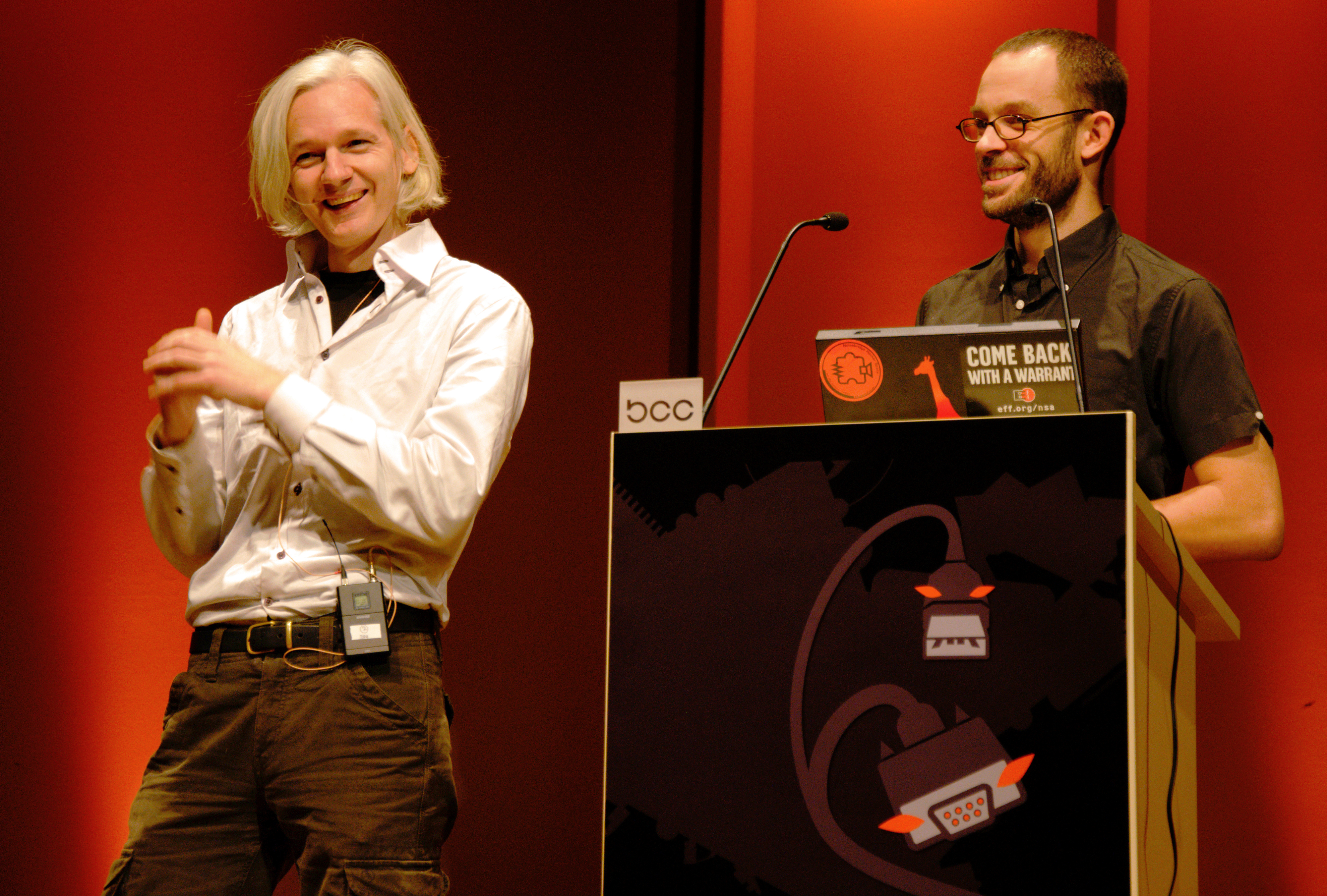
Assange e Daniel Domscheit-Berg no 26º Chaos Communication Congress em Berlim, dezembro de 2009

O perfil internacional do WikiLeaks cresceu em 2008 quando o banco suíço Bank Julius Baer tentou, via injunção na Califórnia, impedir a publicação de registros bancários do site. Assange comentou que instituições financeiras operam “fora do estado de direito” e recebeu amplo apoio jurídico de grupos de defesa da liberdade de expressão. A tentativa de injunção do Julius Baer teve efeito contrário: gerou ampla atenção global ao WikiLeaks e aos documentos que o banco queria censurar, um claro exemplo do Efeito Streisand.(p135)
Em 2009, o WikiLeaks já havia alcançado os objetivos de Assange de expor os poderosos, publicar material fora do controle estatal e conquistar apoio da mídia para defender a liberdade de expressão, embora não tanto quanto ele esperava; seu objetivo de coletar análises colaborativas das publicações não teve êxito e poucos vazamentos atraíram atenção da grande mídia.(p135)
Em julho de 2009, Assange liberou pelo WikiLeaks o relatório completo de uma comissão de inquérito designada pelo Foreign and Commonwealth Office britânico sobre corrupção nas Ilhas Turks e Caicos.(p335) O relatório, que deveria ter sido publicado mais cedo, fora impedido por uma injunção contra alguns dos citados. Segundo Assange, a Comissão liberou uma versão editada e depois a removeu; o WikiLeaks obteve e restaurou o texto completo. O relatório concluiu que desenvolvedores imobiliários estrangeiros haviam feito pagamentos e empréstimos secretos de milhões de dólares a políticos seniores das ilhas, incluindo o ex-primeiro-ministro Michael Misick.(p335)

### Vazamentos de Manning
O “Cablegate”, bem como os vazamentos sobre as guerras do Iraque e do Afeganistão, impactaram a diplomacia e a opinião pública globalmente, com respostas variadas por região.

#### Vídeo “Collateral Murder”
Em abril de 2010, o WikiLeaks divulgou o vídeo do bombardeio de Bagdá de 12 de julho de 2007, que muitos consideram evidência de crime de guerras cometidos pelos militares dos EUA. A agência Reuters havia solicitado o vídeo via pedido ao FOIA, mas teve negado. Assange e outros trabalharam por uma semana para quebrar a criptografia militar do vídeo, que nomearam “Collateral Murder” e apresentaram pela primeira vez no National Press Club dos EUA. O vídeo mostra soldados dos EUA atirando fatalmente em 18 civis no Iraque, incluindo os jornalistas da Reuters, Namir Noor-Eldeen e Saeed Chmagh.

#### Registros das guerras do Iraque e do Afeganistão
O WikiLeaks publicou os registros da guerra no Afeganistão em julho de 2010. O The New York Times descreveu como “um arquivo de seis anos de documentos militares classificados [que] oferece um retrato sombrio e sem verniz da guerra no Afeganistão”. Em outubro de 2010, o WikiLeaks publicou os registros da guerra do Iraque, coleção de 391 832 relatórios de campo do United States Army sobre a Guerra do Iraque de 2004 a 2009. Assange afirmou que esperava que a publicação “corrigisse um pouco aquele ataque à verdade que ocorreu antes da guerra, durante a guerra e continuou após a guerra”.
Sobre seu próprio papel no WikiLeaks, ele disse: “Sempre esperamos críticas severas. É meu papel ser o para-raios... atrair os ataques contra a organização pelo nosso trabalho, e isso é um papel difícil. Por outro lado, recebo crédito indevido”. Assange viajava frequentemente e procurava evitar agências de inteligência ocidentais hospedando-se com nomes falsos em hotéis, dormindo em sofás e pisos, e usando telefones criptografados e dinheiro em espécie.
Segundo David Leigh e Luke Harding, foi necessário persuadir Assange a redigir nomes de informantes afegãos, por receio de que pudessem ser mortos se expostos. Em seu livro “WikiLeaks: Inside Julian Assange's War on Secrecy”, declaram que Declan Walsh ouviu Assange dizer em um jantar, quando perguntado sobre redacções: “Bem, eles são informantes, então se forem mortos, mereceram. Eles merecem”.
Assange nega ter feito essa declaração; dizendo à PBS Frontline sobre as acusações: “É absolutamente certo nomear nomes. Não é necessariamente certo nomear todos os nomes”. John Goetz, do Der Spiegel, que também estava no jantar, afirma que Assange não fez tal declaração.

##### Publicação de cabos diplomáticos dos EUA
Em novembro de 2010, o WikiLeaks publicou um quarto de milhão de cabos diplomáticos dos EUA, conhecidos como os arquivos de Cablegate. O WikiLeaks trabalhou inicialmente com grandes veículos da mídia ocidental e depois com organizações regionais menores, publicando também os cabos completos usados em suas reportagens. Assange disse a um parceiro de mídia que detinha os direitos sobre as informações e tinha interesse financeiro na forma de sua divulgação. Os arquivos revelam espionagem dos EUA contra a ONU e outros líderes mundiais, expuseram tensões entre os EUA e aliados, e corrupção em países ao redor do mundo, ajudando a desencadear a Primavera Árabe.
Em março de 2010, um membro do WikiLeaks usando o pseudônimo “Ox”, amplamente acreditado ser Julian Assange, conversou por chat textual com Chelsea Manning enquanto ela enviava vazamentos ao WikiLeaks. Os EUA mencionaram esses logs no indiciamento de 2018 de Assange, afirmando que puderam identificá-lo como “Ox” por pistas dadas nos chats e porque Manning o reconheceu para Adrian Lamo.
Nos logs, Manning pergunta a Assange se ele era “bom em quebrar hashes LM” (para descriptografar senhas). Assange afirmou que sim e explicou a Manning sobre rainbow tables usadas pelo WikiLeaks para quebrar hashes e descobrir senhas correspondentes. Um agente do FBI afirmou em um ofício que isso demonstrava um “acordo ilegal” para ajudar a quebrar uma senha. Quando Manning disse que não tinha mais nada para enviar ao WikiLeaks, ele respondeu: “olhos curiosos nunca secam na minha experiência”.
Durante o conselho de punição de Manning, ela afirmou ter baixado os Briefings de Avaliação de Detentos (DABs) de Guantánamo Bay após conversar via chat seguro com um membro do WikiLeaks. Sobre os arquivos de Guantánamo, Manning disse que “embora ele não acreditasse que tivessem importância política, achou que poderiam ser usados para compor o registro histórico geral do que ocorreu em Guantánamo”.

##### Divulgação de cabos não editados
Em 2011, uma série de eventos comprometeu a segurança de um arquivo do WikiLeaks contendo os cabos diplomáticos dos EUA. Em agosto de 2010, Assange forneceu à jornalista David Leigh, do The Guardian, uma chave de criptografia e uma URL onde estava o arquivo completo. Em fevereiro de 2011, Leigh e Luke Harding, também do The Guardian, publicaram a chave em seu livro “WikiLeaks: Inside Julian Assange's War on Secrecy”. Leigh afirmou acreditar que a chave era temporária e expiraria em dias. Apoio do WikiLeaks espalhou o arquivo criptografado em mirror sites em dezembro de 2010 após ataques cibernéticos. Ao saber do ocorrido, notificaram o US State Department. Em 25 de agosto de 2011, a revista alemã Der Freitag publicou detalhes que permitiram a reconstrução da informação. Em 1º de setembro de 2011, o WikiLeaks anunciou que tornaria públicos e pesquisáveis os cabos não editados.
O The Guardian escreveu que a decisão de publicar os cabos foi tomada por Assange sozinho, condenada por ele e pelos quatro parceiros de mídia anteriores. Glenn Greenwald escreveu que “o WikiLeaks decidiu — de forma bastante razoável — que o melhor e mais seguro era liberar todos os cabos na íntegra, para que não apenas as agências de inteligência, mas todos tivessem acesso, para que pudessem tomar medidas para proteger as fontes e para que a informação estivesse igualmente disponível a todos”.
Os EUA estabeleceram uma Força-Tarefa de Revisão de Informações (IRTF) para investigar o impacto das publicações do WikiLeaks, envolvendo até 125 pessoas por 10 meses. Relatórios do IRTF disseram que os vazamentos poderiam causar “danos graves” e colocar fontes americanas no exterior em risco. Segundo o general Robert Carr, chefe do IRTF, em audiência de sentença de Chelsea Manning, não havia evidências de morte de ninguém atribuível às publicações do WikiLeaks. Ed Pilkington, no The Guardian, afirmou que o testemunho de Carr abalou a ideia de que as publicações puseram vidas em risco. O Departamento de Justiça dos EUA admitiu não ter identificado nenhuma vítima direta nos documentos apresentados ao tribunal antes da sua liberação.
Os EUA mencionaram a divulgação na solicitação de extradição de Assange, afirmando que suas ações colocaram vidas em risco. John Young, proprietário do site Cryptome, testemunhou que a Cryptome publicou os cabos não editados em 1º de setembro, antes do WikiLeaks, e ainda os mantém disponíveis. Advogados de Assange apresentaram provas de que ele foi cuidadoso para proteger vidas.

### Atividades posteriores
Em dezembro de 2010, a PostFinance anunciou o encerramento da conta bancária suíça de Assange por ele “ter fornecido informações falsas sobre seu local de residência no processo de abertura de conta”, mas sem “consequências criminais” pela informação incorreta. O WikiLeaks afirmou que a conta servia para “doações diretas ao Fundo de Defesa de Julian Assange e outros funcionários do WikiLeaks” e que o fechamento fazia parte do bloqueio financeiro contra o WikiLeaks.
Segundo a Associated Press, documentos vazados do WikiLeaks incluem uma carta não assinada de Assange autorizando Israel Shamir a solicitar visto russo em seu nome em 2010. O WikiLeaks afirmou que Assange nunca solicitou visto nem redigiu a carta. Segundo o The New York Times, em novembro de 2010 “Assange cogitou buscar refúgio na Rússia”, que lhe concedeu visto em janeiro de 2011.
De acordo com Andrew O'Hagan, durante a Revolução Egípcia de 2011, quando Mubarak tentou fechar as redes de telefonia móvel, Assange e outros no WikiLeaks “hackearam a Nortel e combateram os hackers oficiais de Mubarak para reverter o processo”.
Nos anos seguintes, o WikiLeaks publicou os vazamentos de Guantánamo Bay, os Syria Files, os Kissinger cables, e os cabos da Arábia Saudita. Em julho de 2015, Assange afirmou que o WikiLeaks havia publicado mais de dez milhões de documentos e análises associadas; descreveu como “uma biblioteca gigante dos documentos mais perseguidos do mundo”.

## Prêmios
Assange ganhou o Amnesty International UK Media Awards de 2009, por ter exposto os assassinatos extrajudiciais no Quênia. Ao receber o prêmio, declarou: "É um reflexo da coragem e da força da sociedade civil queniana que esta injustiça tenha sido documentada. Através do trabalho enorme de organizações como a Fundação Oscar, o KNHCR, Mars Group Kenya e outros, tivemos o apoio fundamental de que precisávamos para expor estes assassinatos para o mundo."
Assange também ganhou o Index on Censorship do Economist de 2008.
Em 2010, ganhou o Sam Adams Award, prêmio concedido àqueles que aliam ética e inteligência a agências inteligentes.
Em setembro de 2010, Assange foi votado como uma das 50 figuras mais influentes de 2010 pela New Statesman, ficando em 23º lugar.
Além disso, algumas comunidades da Internet promoveram a indicação de Julian Assange para o Prêmio Nobel da Paz 2011, pela fundação do WikiLeaks.
Em 2014, foi homenageado com a Medalha Chico Mendes de Resistência entregue pelo grupo de direitos humanos brasileiro Tortura Nunca Mais.

## Acusações e prisão

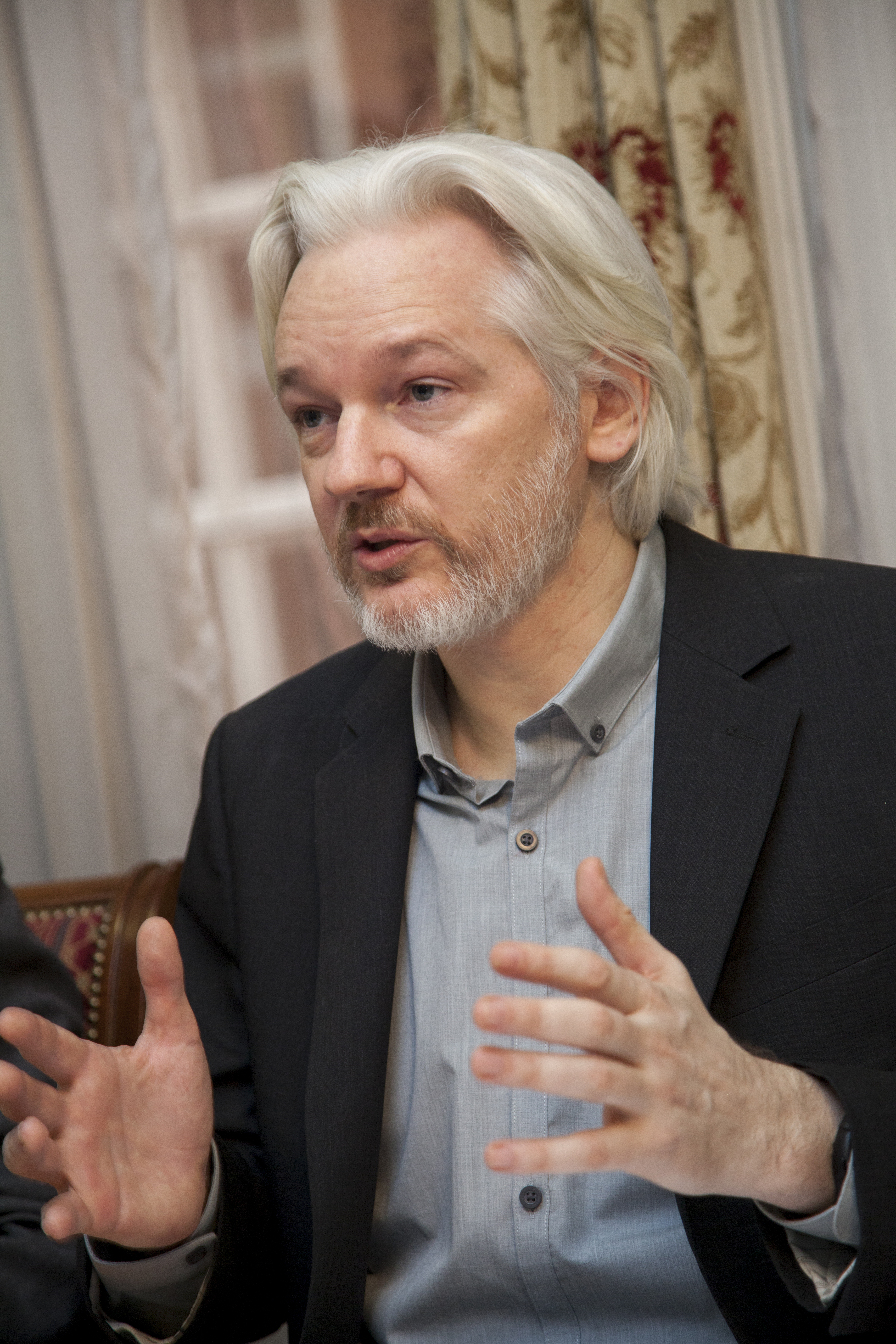
Julian Assange em 2014

Em agosto de 2010, um mês depois da divulgação, pelo WikiLeaks, de documentos secretos do Exército americano sobre a Guerra do Afeganistão, a Justiça da Suécia expediu dois mandados de prisão contra Assange, um deles por estupro e o outro, por agressão sexual. Assange estava então na Suécia para uma série de palestras, depois que o Partido Pirata local aceitou acolher vários servidores do Wikileaks, diante da perseguição das autoridades dos Estados Unidos. Enquanto a Polícia sueca procurava Assange, surgiam, na Internet, denúncias sobre uma possível conspiração contra ele. A mulher no centro da alegação, disse à polícia que fez sexo consensual com Assange, mas acordou na manhã seguinte e percebeu que ele estava fazendo sexo com ela outra vez, sem o seu consentimento e sem o uso de preservativo.
Pouco depois, a Justiça sueca anunciou a retirada da ordem de prisão. Em 2019, a justiça sueca arquivou as acusações de estupro contra Assange, por insuficiência de provas.
O porta-voz do Pentágono, Bryan Whitman, declarou que qualquer insinuação sobre uma eventual conspiração do Departamento de Defesa dos Estados Unidos contra Assange é "absurda".
Em 1 de setembro, a justiça da Suécia reabriu o processo de estupro e agressão sexual contra Assange. No dia 20 de novembro, as autoridades suecas pediram à Interpol que ele fosse capturado, com fins de extradição. Em 2019 o processo foi arquivado.
Em 28 de novembro, o WikiLeaks voltou à carga, divulgando mais de 250 mil documentos diplomáticos confidenciais do Departamento de Estado dos Estados Unidos. Os documentos revelam, por exemplo, como o governo dos EUA, mais precisamente Hillary Clinton,[carece de fontes?] deu instruções a seus diplomatas para que atuassem como espiões e recolhessem informações sobre líderes políticos e nas Nações Unidas, inclusive dados biométricos e cartão de crédito do secretário geral da ONU, Ban Ki-moon.[carece de fontes?] Como sempre, as informações foram repassadas a cinco grandes jornais do mundo, dentre os quais, The New York Times, Le Monde e The Guardian.
Dois dias depois, em 30 de novembro, a Interpol distribuiu em 188 países, uma notificação vermelha, isto é, um chamado àqueles que souberem do paradeiro de Assange, para que entrem em contato com a polícia. O advogado de Assange, Mark Stephens, declarou ser "muito incomum" que se emita uma notificação vermelha em casos semelhantes ao do seu cliente. Stephens observou também que o promotor sueco pediu que Assange seja detido sem acesso a advogados, a visitantes ou a outros presos.
No mesmo dia, Spiegel Online noticiou que um grupo de antigos companheiros de Assange, que discorda da sua orientação e do seu estilo supostamente autocrático, teria planos de lançar outra organização, semelhante à WikiLeaks, ainda em dezembro.
Em 7 de dezembro de 2010, às 9h30 no horário local, Julian Assange apresentou-se à Polícia Metropolitana, em Londres. Ele negou a acusação de crimes sexuais contra duas mulheres na Suécia. Até então não havia indiciamento. O fundador da organização esteve no presídio de Wandsworth até o dia 16 de dezembro e esperou em liberdade condicional por uma nova audiência de extradição.
A acusação da Justiça sueca contra Julian Assange é a de que, durante uma sessão de sexo consensual, seu preservativo se rompeu, tendo sido retirado – o que na Suécia é equivalente a estupro (pena de dois anos de prisão). Uma das denunciantes, Anna Ardin (a outra é Sofia Wilen), alega que Assange rompeu a camisinha de propósito. Ardin é cubana, anticastrista, e consta que trabalhou para ONGs financiadas pela CIA.
Em 14 de dezembro Julian Assange foi julgado por um tribunal de Londres, obtendo sua libertação mediante o pagamento de fiança no valor de 200 mil libras. Além de ter que entregar seu passaporte, ele fica obrigado, até a próxima audiência do caso (marcada para 11 de janeiro de 2011), a viver sob toque de recolher e a usar uma pulseira dotada de um dispositivo eletrônico que indica sua localização. A decisão foi anunciada pelo juiz Howard Riddle, da corte de Westminster. A princípio, foi informado por Mark Stephens, advogado de Assange, que os representantes do ministério público da Suécia não pretendiam apelar da sentença. Todavia, posteriormente, a advogada Gemma Lindfield informou à Corte de Magistrados da cidade de Westminster que os promotores suecos desejam apelar da ordem de fiança, o que deveria ocorrer no prazo de 48 horas. Desde o dia 7, Assange ficou detido em uma cela de isolamento na prisão de segurança máxima de Wandsworth, onde teve a correspondência censurada. Sua mãe, Christine Assange, falou por telefone durante dez minutos com ele e recebeu uma mensagem, depois transmitida ao canal de televisão australiano Seven Network: "Faço um apelo a todo o mundo para que meu trabalho e meus seguidores sejam protegidos desses ataques ilegais e imorais", dizia um trecho da mensagem.
Em 16 de dezembro de 2010 Assange foi libertado pela justiça britânica, após a negação do recurso da promotoria sueca contra sua liberdade condicional. Enquanto isso, o Departamento de Justiça dos Estados Unidos busca provar que Assange encorajou ou ajudou o soldado Bradley Manning a extrair do sistema de computadores do governo material militar reservado e arquivos do Departamento de Estado. Com isso, as autoridades americanas pretendem processar o fundador do WikiLeaks por conspiração.
Segundo o escritor e advogado constitucionalista norte-americano Glenn Greenwald, caso os EUA consigam processar Assange com base na lei de espionagem, de 1917, e na lei de fraude e abuso de computadores, de 1986, jornalistas ficarão mais vulneráveis a ações judiciais. Além disso, segundo o advogado, o caso pode gerar algum tipo de repressão ou censura na Internet. "As pesquisas com o público americano mostram que a maioria acredita que o WikiLeaks causou mais danos do que benefícios e que Assange deve ser encarcerado. Os governos sempre querem controlar a Internet. A razão pela qual não podem fazer isso é a oposição pública. O compromisso do WikiLeaks com a transparência pode aumentar o apoio público ao controle da Internet".
Em 24 de fevereiro de 2011, o juiz britânico Howard Riddle determinou a extradição de Assange para a Suécia. Ele afirmou que contestaria a decisão, considerando que o veredito teria tido motivação política, sem uma análise adequada das acusações feitas contra ele durante o processo. A defesa alegou que Assange não receberia um julgamento justo na Suécia por causa das fortes críticas feitas pelo primeiro-ministro daquele país, Fredrik Reinfeldt, ao acusado.
Em 31 de maio de 2012, a corte suprema do Reino Unido anunciou sua decisão a favor da extradição de Julian Assange para a Suécia. Em 19 de junho, ele se refugiou na embaixada do Equador em Londres, na esperança de obter asilo político daquele país. Caso o fundador do WikiLeaks seja extraditado para a Suécia, o mais certo é que seja posteriormente extraditado para os Estados Unidos, onde deve ser julgado por espionagem, em consequência da publicação de 250 mil documentos diplomáticos norte-americanos. No caso de extradição para os Estados Unidos, seus advogados temem que ele possa ser enviado para a Prisão de Guantánamo. Assange contratou o jurista espanhol Baltasar Garzón para assessorá-lo na busca asilo político no Equador. Garzón, mundialmente reconhecido por sua defesa dos direitos humanos, ganhou maior notoriedade famoso por ter sido o juiz que ordenou a prisão do ex-ditador chileno Augusto Pinochet, em 1998.

## Prisão em 2019
Em 11 de abril de 2019, Assange foi preso pela Polícia Metropolitana de Londres—que foram convidados a entrar pelas autoridades Equatorianas—que o prenderam em conexão por não ter se rendido para a corte em junho de 2012 para ser extraditado à Suécia. Numa declaração feita pouco depois, o presidente equatoriano Lenin Moreno disse que o Equador terminou o asilo de Assange após ter repetidamente violado as convenções internacionais sobre interferência doméstica. Ele foi considerado culpado por quebrar suas condições de fiança depois naquela tarde.
No mesmo dia, uma acusação contra Assange do grande júri para a Corte Distrial de Virginia foi liberada. O Juíz Michael Snow disse que Assange era um "narcisista que não consegue ir além de seus próprios interesses" e que "não chegou perto de estabelecer uma desculpa razoável." Ele foi indiciado por conspiração para realizar intrusão de computadores, um crime relativamente menor que recebe uma pena máxima de cinco anos de prisão, se considerado culpado. As acusações são de que Assange tentou e falhou em craquear um password hash para que Chelsea Manning pudesse usar um nome de usuário diferente para baixar documentos secretos, com o objetivo de evitar detecção. Essa informação é conhecida desde 2011 e era um componente do julgamento de Manning; a acusação não revelou qualquer informação nova sobre Assange.
O repórter especial das Nações Unidas Agnes Callamard,o denunciante da NSA Edward Snowden e o ex-presidente do Equador Rafael Correa condenaram a prisão de Assange. Snowden tweetou que "os críticos do Assange podem comemorar, mas este é um momento sombrio para a liberdade de imprensa". Presidente boliviano Evo Morales e Maria Zakharova, porta-voz para o Ministério de Relações Exteriores da Rússia, também condenaram a ação. O Secretário de Relações Exteriores Britânico Jeremy Hunt agradeceu ao presidente equatoriano Lenin Moreno por cooperar com a Primeira Ministro Britânica Theresa May e disse que "ninguém está acima da lei". O Primeiro Ministro Australiano Scott Morrison disse que Assange "não vai receber tratamento especial... não tem nada a ver com a Austrália", "é um assunto dos Estados Unidos". O líder do Partido Trabalhista Jeremy Corbyn disse que Assange revelou "evidências de atrocidades no Iraque e Afeganistão" e que sua extradição aos Estados Unidos "deveria receber a oposição do governo britânico".
Ben Wizner da União Americana pelas Liberdades Civis especulou que se as autoridades processarem Assange "por violar as leis de segredo dos EUA, isso iria criar um precedente especialmente perigoso para os jornalistas Norte-Americanos, que rotineiramente violam leis de segredo no exterior para entregar informações vitais ao interesse público". Os Repórteres sem Fronteiras disseram que a prisão de Assange poderia "criar um precedente perigoso para jornalistas, denunciantes e outras fontes jornalísticas que os EUA possam querer perseguir no futuro".
Mark Warner, vice-presidente do Comitê de Inteligência do Senado, recebeu bem a prisão de Assange, dizendo que Julian Assange é um "cúmplice dedicado que se esforça em minar a segurança Norte-Americana". A Presidente do Centro para o Progresso Norte-Americano e ex-conselheira de Obama, Neera Tanden também recebeu bem a prisão de Assange, Neera Tanden escreveu: “Assange era o agente de um estado proto-fascista, a Rússia, para minar a democracia. Isso é um comportamento fascista".

### Liberdade
Em 24 de junho de 2024, foi libertado da prisão de Belmarsh no Reino Unido após um acordo com a Justiça dos EUA, onde deverá se declarar culpado por violar a lei de espionagem americana. Assange, que vazou mais de 700 mil documentos confidenciais dos EUA desde 2010, cumpriu 1901 dias de prisão no Reino Unido e será sentenciado a 62 meses, tempo já cumprido. A audiência ocorreu nas Ilhas Marianas do Norte devido à proximidade com a Austrália, seu país natal, para onde ele retornou após a sentença.

## Revelações de vigilância
Investigadores das acusações contra Julian Assange, fundador de Wikileaks suspeitam que ele possa ter sido vítima de uma armadilha sexual planejada por serviços de inteligência, sobretudo depois da revelação de Edward Snowden, de documentos sobre as estratégia e objetivos da CIA contra a Wikileaks e Julian Assange.

## Asilo no Equador
No dia 16 de agosto de 2012, o presidente do Equador, Rafael Correa, confere asilo diplomático a Assange. Entretanto, o Reino Unido ameaça invadir a embaixada equatoriana em Londres. O Conselho de Ministros das Relações Exteriores da UNASUL, em reunião extraordinária, na cidade de Guayaquil, em 19 de agosto de 2012, decidiu apoiar o governo soberano de Rafael Correa, do Equador, em relação à decisão tomada pelo país de oferecer asilo diplomático a Assange e repudiou a ameaça por parte do governo do Reino Unido contra a embaixada do Equador em Londres.
Recebeu asilo do Equador, mas não pôde deixar o prédio da Embaixada em Londres e seguir para o aeroporto e mudar-se de vez para Quito. Certamente, seria preso antes de cruzar a rua. De um pedacinho do Equador no Reino Unido, segue firme em sua luta por liberdade. Em outubro de 2015, a Scotland Yard terminou sua operação multimilionária de vigilância 24 horas da embaixada equatoriana.

### "Não atire no mensageiro"

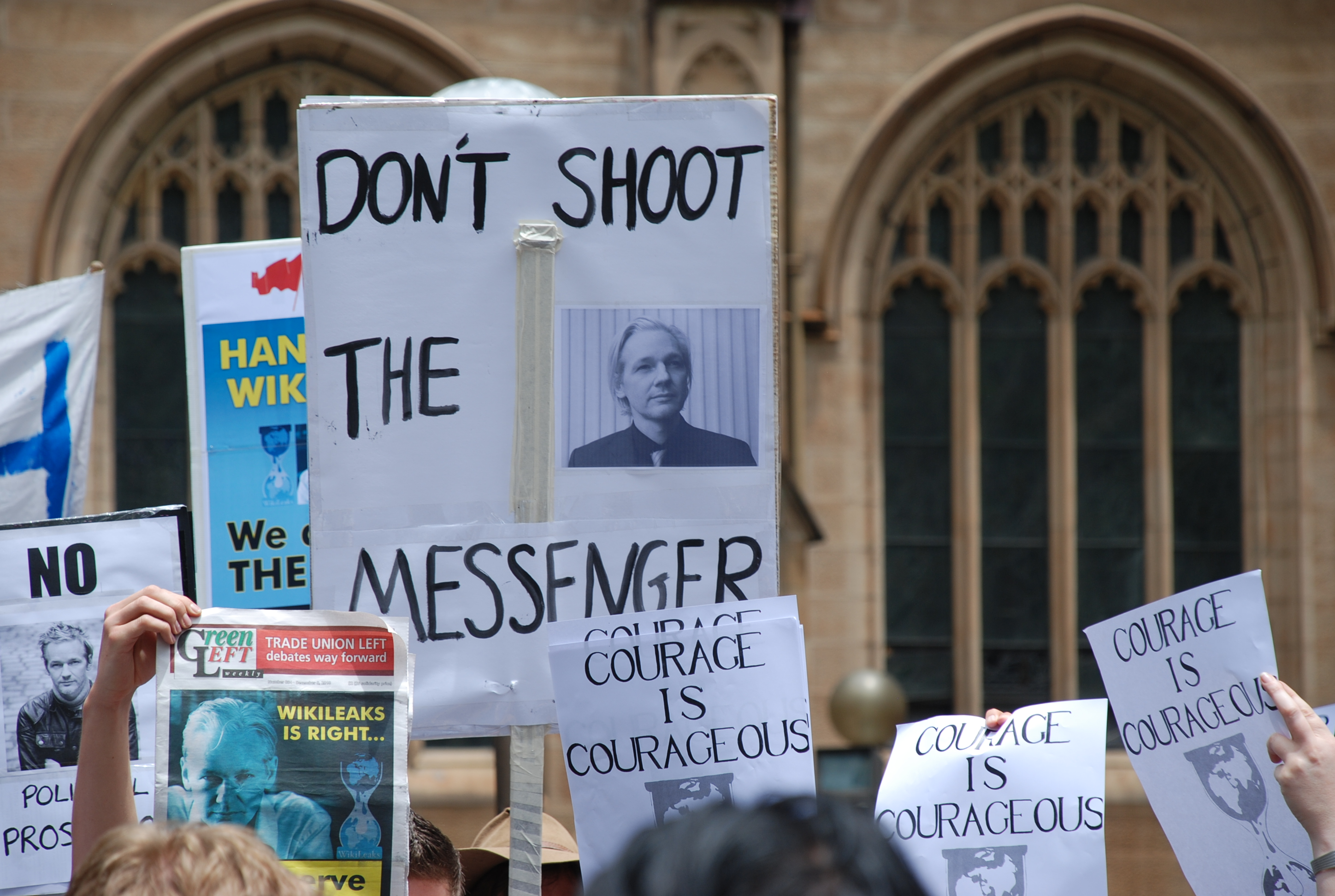
"Não atire no mensageiro": manifestação diante da prefeitura de Sydney, em apoio a Julian Assange, 10 de dezembro de 2010.

A prisão de Julian Assange, bem como as atividades mais recentes do WikiLeaks, geraram pronunciamentos de pessoas públicas. Thomas Flanagan, assessor do primeiro-ministro canadense Stephen Harper, numa entrevista à CBC News, recomendou a Barack Obama que oferecesse uma recompensa a quem matasse o fundador do Wikileaks ou que usasse "um drone para acabar com ele".
Já o senador republicano Mitch McConnell declarou, durante entrevista no programa Meet The Press da NBC: "Acho que esse homem [Assange] é um terrorista high tech. Ele causou um enorme dano ao nosso país. E eu penso que ele deva ser processado até que sejam esgotados todos os limites da lei; e se [esses limites] forem um problema, é preciso mudar a lei".
O vice-presidente dos Estados Unidos, Joe Biden, em 19 de dezembro, também declarou à rede de televisão NBC que o Departamento de Justiça explora vias legais para deter Julian Assange. Paralelamente à via judicial, há iniciativas que visam estrangular tecnicamente e financeiramente o WikiLeaks. O Bank of America, seguindo os passos da MasterCard, Visa, PayPal e Amazon, anunciou que deixará de processar transações relacionadas com o WikiLeaks.

## Apoio a Assange

### Celebridades

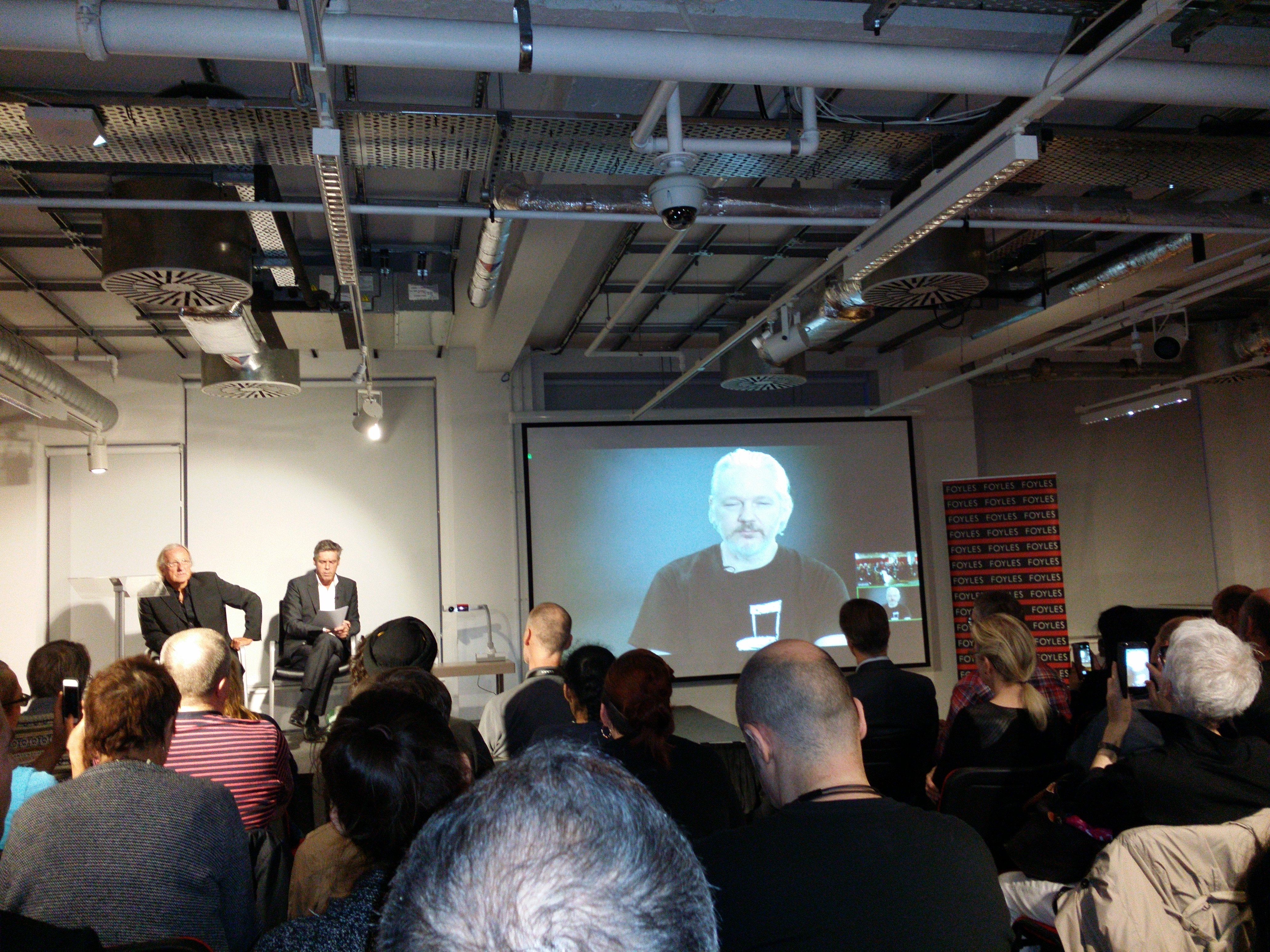
John Pilger, Richard Gizbert e Assange, em 29 de setembro de 2015, durante o lançamento do livro The WikiLeaks Files: The World According to US Empire.

O cineasta inglês Ken Loach, a milionária Jemima Khan e o jornalista investigativo australiano John Pilger tinham se oferecido para pagar a fiança de Assange e também compareceram à corte de Westminster no dia do julgamento. Michael Moore e Bianca Jagger também contribuíram para o pagamento. Além de dezenas de jornalistas, uma multidão de simpatizantes do ativista australiano se concentrou em frente ao tribunal londrino, recebendo com alegria a notícia de que ele seria posto em liberdade. Também a atriz Pamela Anderson tem defendido Assange e se pronunciou contra a sua detenção.

### Políticos
O presidente brasileiro Luiz Inácio Lula da Silva prestou solidariedade a Assange e disse que ele é um exemplo do discurso livre. Na data da soltura de Julian Assange da prisão no Reino Unido, Lula comentou que a "saída de Assange da prisão 'representa vitória democrática e da luta pela liberdade de imprensa'". O chefe da direção nacional do MST, João Paulo Rodrigues, organizou um abaixo-assinado e manifestações na porta da embaixada junto com outros movimentos sociais da ALBA.
Vladimir Putin, quando primeiro-ministro da Rússia, declarou que a prisão de Assange é contra a democracia, que alguns países se "orgulham" de ter.